# 추근
추근(중국어: 秋瑾, 1875년 11월 8일 ~ 1907년 7월 15일)은 청나라 광서제 때의 혁명가이자, 여성운동가, 시인으로 본명은 규근이다. 1904년에 일본에서의 유학 도중에 이름에서 규를 빼고 '가을의 미인'이란 뜻의 추근으로 바꾸었다. 사오싱 시 사람으로 아명은 옥고, 자는 선경(중국어: 璿卿), 호는 단오(중국어: 旦吾)이다.

## 생애
호적 상에는 저장성 사오싱 시의 산인 현 출생으로 되어 있으나, 실제 출생지는 푸젠성 샤먼시이다. 그녀의 조부, 추가화가 샤먼시의 벼슬아치로 부임하여 이사를 갔다. 당시 샤먼은 영국이 강제로 개방한 항구였고, 부장관인 조부는 영국인에게 끊임없이 모욕을 받았다. 그 분노가 어린 추근에게도 전해졌다고 밝히고 있다. 그녀의 어머니는 교양있는 부인이고, 추근은 11세에 시를 짓고, 두보, 신가헌의 시집을 늘 가지고 다녔다고 한다. 추근은 어머니에게 영향을 많이 받았고, 62세로 세상을 떠난 어머니를 애도하기 위해 만모연을 만들었다. 어릴 적에 어머니의 생가에서 승마나 격검, 운동 등으로 체력을 단련했다고 전해진다.

### 결혼
1899년에 후난성의 대상인의 장남 왕정균과 결혼을 한다. 남편을 따라 베이징에 살게 되는데, 두 사람 사이에 자녀가 생겼지만, 성격 차이로 불화를 겪었다. 1904년 가족을 두고 단신으로 일본에 유학하게 된다.

### 유학
홍문학원의 속성사범반에 편입하여, 후에 청산실천여학교로 입학하였다. 그곳에서 그녀는 교육, 공예, 간호학 등을 배우고, 독서와 집필에 열중하였다. 그 외 사격과 무술, 심지어 폭약 제조법까지 배웠다고 한다.
요코하마시의 홍문천지회에 입회하여 참모가 되었고, 1905년 9월에는 쑨원이 거느리는 혁명단체인 중국동맹회에 참가하여 저장성의 책임자가 되었다. 이때 중국인들로 구성된 여성 단체인 공애회를 결성하였다.

### 활동
귀국 후에는 사오싱 시로 돌아와 1907년에 학당을 개설하고, 광복회의 간부를 훈련하기 위한 혁명거점으로 삼았다. 추근은 이곳을 거점으로 체육회를 조직하고, 비밀결사를 결성하여 혁명 청년을 모집한 뒤, 군사훈련을 진행하였다. 또 저장성 각지의 회당과 연대하여 광복군을 결성하고, 무장봉기를 위한 준비를 진행했다. 1907년 1월 14일에는 중국 내의 여권신장운동을 지원하기 위해 상하이에 중국여보를 창간했다.
그러나 귀국 후, 불과 1년 6개월 만에 추근의 계획은 좌절되었다. 1907년 5월에 안후이성의 안징 시에서 무장봉기를 계획하고, 저장성에서 이에 호응하기 위해 준비를 진행했지만, 무장봉기의 시점의 불일치로 7월 6일에 먼저 서석린이 먼저 봉기하는 바람에 청나라 조정에 의해 순식간에 진압되고, 처형되어 버린다. 이 사건으로 인해 추근은 동료들과 피신을 하였다. 7월 13일에 학당을 포위한 청군에 추근도 체포되어 이틀 후인, 7월 15일에 처형되었다. 당시 그녀의 나이 31세였다. 여성의 몸으로 혁명가로 활동했던 추근의 처형은 당시 청나라 당국이 상상도 하지 못할 만큼의 반향을 불러왔고, 그 후 추근은 중국 혁명운동의 정신적인 지주가 되었다.

## 저작물
시인으로서 그녀의 주제는 중국 여성해방운동을 중심으로 한 것이 많다. 시문의 기조는 웅장하고 호방한 것, 격앙되고 비분강개한 것들이 많아 행간에 억양과 색채가 잘 표현되었다고 평가받고 있다．
저서로는 秋瑾集(북경·중화서국，1960년)에 종합되어 있다. 처형된 다음해 중국여보에 게재된 유작 탄사정위석(彈詞精衛石)이 알려져 있다.

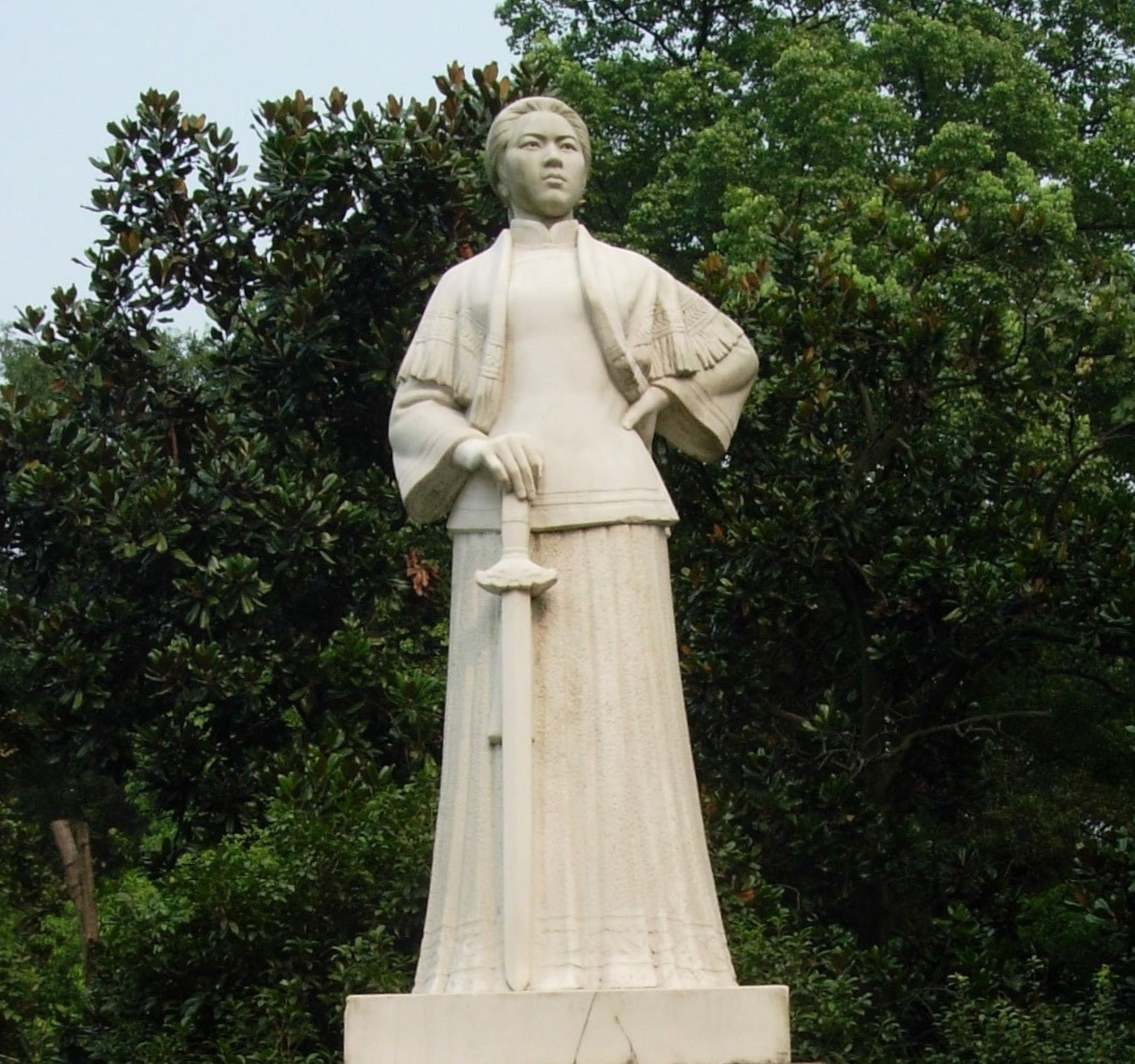
항저우 서호 근처의 추근 동상
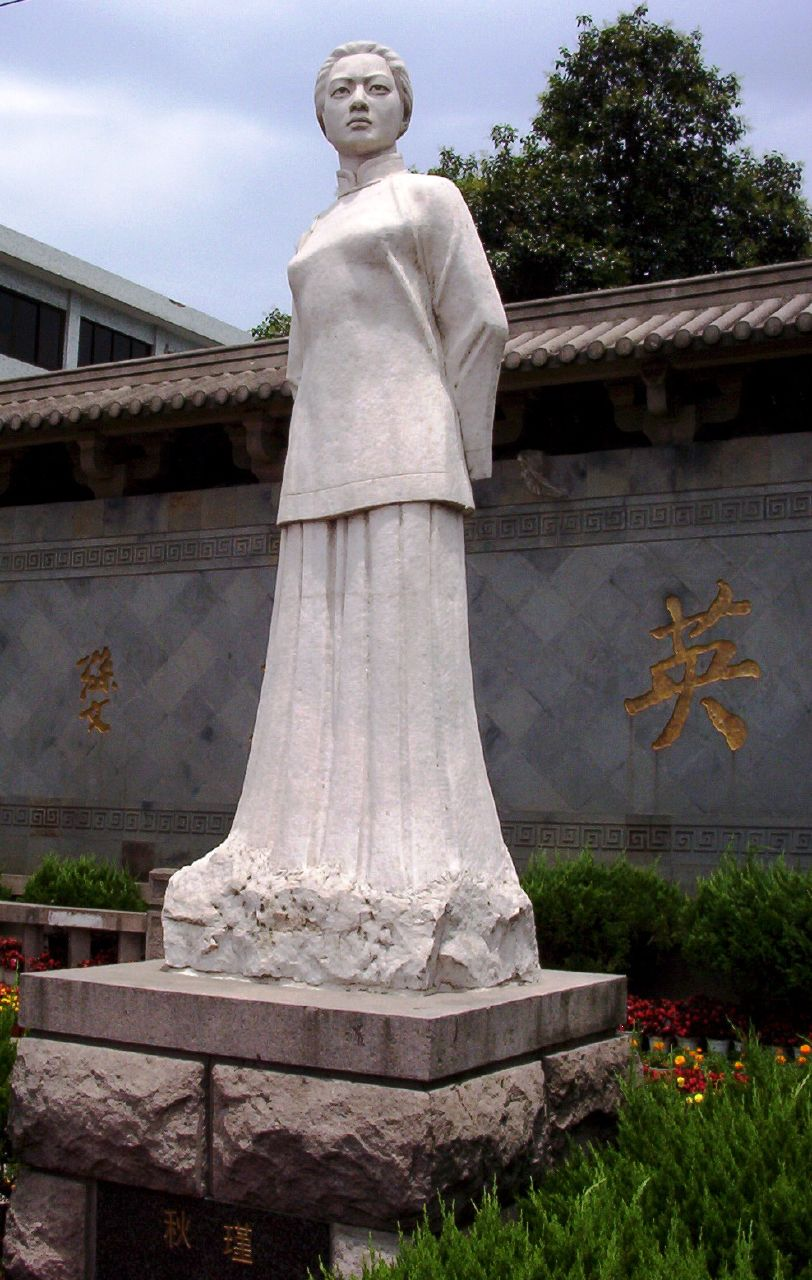
추근 동상